# شهرستان مجزر
ناحیهٔ مجزر (به عربی: مدیریة مجزر) یک ناحیه در یمن است که در استان مأرب واقع شده‌است.
ناحیهٔ مجزر ۱۰٬۴۷۷ نفر جمعیت دارد.